# Гридино (Суздальский район)
Гридино — деревня в Суздальском районе Владимирской области России, входит в состав Селецкого сельского поселения.

## География
Деревня расположена в 14 км на северо-восток от райцентра города Суздаль.

## История
В конце XIX — начале XX века деревня входила с состав Быковской волости Суздальского уезда. В 1859 году в деревне числилось 27 дворов, в 1905 году — 46 дворов, в 1926 году — 57 хозяйств.
С 1929 года деревня являлась центром Гридинского сельсовета Суздальского района, с 1940 года — в составе Погост-Быковского сельсовета, с 1956 года — в составе Лопатницкого сельсовета, с 1986 года — в составе Красногвардейского сельсовета, с 2005 года — в составе Селецкого сельского поселения.

## Население
| 1859 | 1905 | 1926 |
| ---- | ---- | ---- |
| 148  | 249  | 287  |

| 1859 | 1905 | 1926 | 2002 | 2010 | 2021 |
| ---- | ---- | ---- | ---- | ---- | ---- |
| 148  | ↗249 | ↗287 | ↘11  | ↘9   | ↘7   |